# SkyWater Technology
SkyWater Technology és una foneria d'enginyeria i fabricació de semiconductors amb seu a Bloomington, Minnesota. És l'única foneria de silici pur-play propietat dels Estats Units.
L'empresa es va formar el 2017, quan la firma de capital privat Oxbow Industries va adquirir Cypress Foundry Solutions, un fabricant de microelectrònica que abans era una filial de Cypress Semiconductor Corp, amb seu a Califòrnia.
A principis de 2021, SkyWater va adquirir una fàbrica de xips addicional a Osceola, Florida, reutilitzant la instal·lació de fabricació de NeoCity de la Universitat de Florida Central en un segon lloc de fabricació. Va ampliar les seves instal·lacions i va afegir 100 nous llocs de treball el 2021, en part mercès al finançament del Departament d'Ocupació i Desenvolupament Econòmic de Minnesota.
SkyWater ha col·laborat amb Efabless i Google per a crear el primer programa de fabricació de xips de codi obert.